# Sèvreský protokol

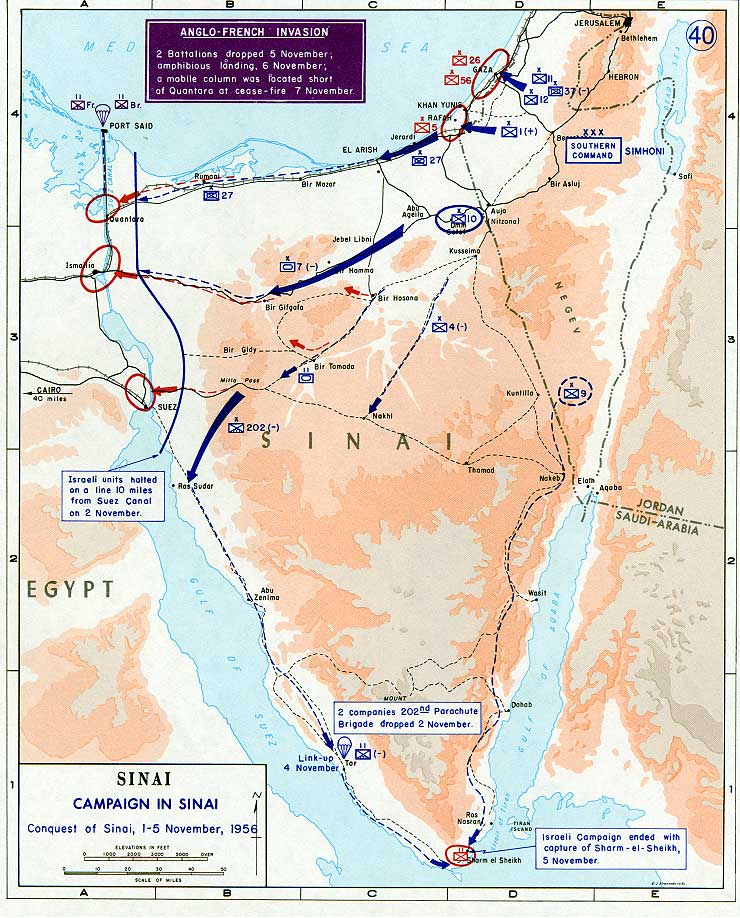
Anglo-francouzská invazní mapa

Sèvreský protokol (francouzsky: Protocoles de Sèvres) byla tajná dohoda uzavřená, 22. až 24. října 1956 během diskuzí ve francouzském Sèvres, mezi vládami Izraele, Francie a Spojeného království, která byla politicko-vojenskou reakcí na znárodnění Suezského průplavu egyptským prezidentem Gamálem Abd an-Násirem, které vyústilo v Suezskou krizi. Po mnoho let museli všichni účastníci této schůzky popírat, že se kdy stala.

## Setkání vSèvres
22. října odcestovali izraelský premiér David Ben Gurion, Šimon Peres a náčelník generálního štábu IOS Moše Dajan do Sèvres, kde se v soukromé vile sešli s francouzským ministerským předsedou Guyem Molletem, ministrem obrany Mauricem Bourgès-Maunoury, ministrem zahraničí Christianem Pineau a britským ministrem zahraničí Selwynem Lloydem a jeho asistentem sirem Patrickem Deanem.
Tam se diplomati a jejich spolupracovníci dohodli na dvoustupňovém plánu invaze do Egypta. Spočíval v tom, že měl Izrael zaútočit v reakci na uzavření Tiranské úžiny a dostat se 16 kilometrů od Suezského průplavu, načež by Francie a Spojené království vyzvali Egypt i Izrael aby vyklidili prostor kolem průplavu a jejich armády by v této oblasti intervenovaly.
Po 48 hodinách jednání a kompromisů bylo sedmibodová dohoda podepsána Ben Gurionem, Pineauem a Deanem. Izraelští diplomati navíc trvali na tom, aby každá ze tří stran obdržela jednu kopii, čímž se pojistili proti tomu, aby Izrael nezůstal uprostřed invaze osamocen.